# أليكس كينيون
أليكس كينيون (بالإنجليزية: Alex Kenyon)‏ (17 يوليو 1992 في المملكة المتحدة - ) هو لاعب كرة قدم بريطاني في مركز الوسط. لعب مع ستوكبورت كونتي ونادي تشورلي وLancaster City F.C. ‏ ونادي موركامب.

## وصلات خارجية
- أليكس كينيون على موقع قاعدة بيانات كرة القدم.إي يو (الإنجليزية)
- أليكس كينيون على موقع Soccerbase.com (لاعب) (الإنجليزية)